# A Pain That I'm Used To
A Pain That I'm Used To is een nummer van de Britse synthpopband Depeche Mode uit 2005. Het is de tweede single en het openingsnummer van hun elfde studioalbum Playing the Angel.
De singleversie van het nummer bevat remixen van de Britse dj's Goldfrapp en Stuart Price. Er zijn ook twee radioversies van de plaat. De eerste is slechts een lichte remix, terwijl de tweede een geheel andere, meer elektronische introductie en instrumentatie bevat. "A Pain That I'm Used To" werd in veel Europese landen een hit. Zo bereikte het een bescheiden 15e positie in het Verenigd Koninkrijk. In Nederland kwam het tot de 6e positie in de Tipparade, terwijl het in Vlaanderen de 3e positie in de Tipparade bereikte.